# 1228
[[Категорија: 1228
.| ]]
Година 1228 (MCCXXVIII) била је преступна година која је почела у суботу.
1228 је била преступна година.

## Догађаји
- Википедија:Непознат датум — У Риму су избили немири. Папа Гргур IX присељен је да се склони у Витербо. Римски народ креће у рат против Витерба и осваја дворац Риспампано.
- 16. јул Гргур IX је канонизовао Фрању Асишког.

### Децембар
- Википедија:Непознат датум — Становници Болоње, на челу с Ђузепеом Тоскијем устали су против аристократије и наметнули демократску реформу.
- Википедија:Непознат датум — Фридрих II кренуо је у Свету земљу. Кад се искрцао у Палестини, дипломатским вештинама договорио је десетогодишње примирје и повратак Јерусалима (уговор из Јафе).
- Википедија:Непознат датум — Умрла је Изабела, ћерка Јована Бријена и жена Фридриха II, доносећи на свет Конрада IV, будућег наследника Јерусалимског Краљевства.
- Википедија:Непознат датум — У Србији је након смрти Стефана Првовенчаног на престо дошао његов син Стефан Радослав.
- Википедија:Непознат датум — Након смрти цариградског цара Роберта круна је је припала његовом малолетном брату Балдуину II.
- Википедија:Непознат датум — Владар северне Африке Абу Закарија, који је у сукобу с алмохадским калифом, преузима наслов емира Туниса. Тако је настала берберска туниска династија Хафсида.
- Википедија:Непознат датум — Делхијски султан Шамс уд-Дин Илтумитмиш поразио је владара Мулатана у Пенџабу.